# V Lubelski Batalion Etapowy
V Lubelski batalion etapowy – oddział wojsk wartowniczych i etapowych w okresie II Rzeczypospolitej pełniący między innymi służbę ochronną na granicy polsko-radzieckiej.

## Formowanie i zmiany organizacyjne
Formowanie batalionu rozpoczęto na przełomie 1918–1919. Otrzymał on nazwę okręgu generalnego, w którym powstał i kolejny numer porządkowy oznaczany cyfrą rzymską. Do batalionu wcielono żołnierzy starszych wiekiem i o słabszej kondycji fizycznej. Oficerowie i podoficerowie nie mieli większego doświadczenia bojowego. Batalion nie posiadał broni ciężkiej, a broń indywidualną żołnierzy stanowiły stare karabiny różnych wzorów z niewielką ilością amunicji. 
We wrześniu batalion wchodził w skład IVb Brygady Etapowej. Stacjonował we Brześciu Litewskim, stanowiąc tymczasową załogę Obozu Warownego Brześć. Stan baonu wynosił wówczas 5 oficerów i 408 szeregowców . W październiku 1920 zreorganizowano brygady etapowe 4 Armii. Batalion wszedł w podporządkowanie dowódcy IVa Brygady Etapowej.
W lutym 1921 bataliony etapowe przejęły ochronę granicy polsko-rosyjskiej. Początkowo pełniły ją na linii kordonowej, a w maju zostały przesunięte bezpośrednio na linię graniczną z zadaniem zamknięcia wszystkich dróg, przejść i mostów.
W 1921 bataliony etapowe ochraniające granicę przekształcono w bataliony celne.

## Struktura organizacyjna
| Organizacja we wrześniu 1920             | Organizacja batalionu w lutym 192 | Organizacja batalionu w lutym 192 | Organizacja batalionu w lutym 192 |
| dowódca                                  | pododdział                        | miejsce stacjonowania             | dowódca                           |
| ---------------------------------------- | --------------------------------- | --------------------------------- | --------------------------------- |
| por. piech. Władysław Korwin-Kossakowski | dowództwo baonu                   |                                   |                                   |
| ppor. Rozenbaum                          | 1 kompania etapowa                | Antopol                           |                                   |
| ppor. Hersz Frenkiel                     | 2 kompania etapowa                | Kobryń                            |                                   |
| ppor. Aleksander Klimczak                | 3 kompania etapowa                | Janów                             |                                   |
| nie występowała                          | 4 kompania etapowa                | Żabinka                           |                                   |

## Dowódcy batalionu
- płk piech. Jan Branicki (VII – VIII 1920)
- por. piech. Władysław Korwin-Kossakowski[a] (IX 1920[3] )